# 2 durch 3 geht nicht
2 durch 3 geht nicht (Originaltitel: Three Into Two Won’t Go) ist ein britischer Spielfilm in Farbe aus dem Jahr 1969 von Peter Hall. Das Drehbuch verfasste die irische Schriftstellerin Edna O’Brien. Es beruht auf dem 1967 entstandenen Roman „Three Into Two Won’t Go“ von Andrea Newman. Die Hauptrollen sind mit Rod Steiger, Claire Bloom und Judy Geeson besetzt. Die Weltpremiere hatte das Werk im Juni 1969 im Rahmen der 19. Internationalen Filmfestspiele Berlin.

## Handlung
Es geht um den „gehobenen“ Vertreter Steve Howard, der in seinem Wagen die junge Anhalterin Ella Patterson mitnimmt. Ihr kesses, ungeniertes Benehmen wirkt aufreizend auf ihn, und sie verbringen eine Nacht zusammen in einem Motel. Das Mädchen führt Buch, in dem sie sorgfältig die Liebesfähigkeiten ihrer Partner registriert, wobei Steve mit „Eins minus“ wegkommt, was ihn wiederum erheblich in seinem Selbstbewusstsein fördert. Denn, so stellt sich später heraus, seine Ehe ist nicht gerade glücklich, seine Frau Francis bekommt kein Kind, und es ist nicht ganz deutlich, an welchem Ehepartner das liegt.
Mit der einmaligen Begegnung ist die Sache aber nicht erledigt. Ella taucht wider alle „Spielregeln“ bei Steve und seiner Frau unter einem Vorwand auf und eröffnet dann den beiden, sie erwarte ein Kind. Daraufhin beschließt Steve, sich scheiden zu lassen, woraufhin Ella wiederum erklärt, sie bekomme doch kein Kind.
Zum Schluss ist alles verkorkst: Francis zieht mit ihrer Mutter aus dem Haus, Steve verlässt es ebenfalls, wie schließlich auch Ella, die weiterreisend von der Bildfläche verschwindet.

## Kritik
Der Evangelische Film-Beobachter fasst seine Meinung so zusammen: „Trotz [ein paar] nicht gelungener Kleinigkeiten ein formal perfekter Film vor allem dank der zurückhaltenden Regie und dem überzeugenden Spiel der drei Hauptdarsteller, der den Zuschauer zur Interpretation der vorgeführten Geschichte und zur Auseinandersetzung damit anregt. Sehenswert.“
Das Lexikon des internationalen Films kommt zu der Einschätzung, der Film behandle seine Thematik „ungewöhnlich ernsthaft in einer Regie, die auch die Darsteller zu überdurchschnittlicher Leistung animiert“.